# Yours Is No Disgrace
Yours Is No Disgrace è la prima traccia dell'album The Yes Album, pubblicato nel 1971 dal gruppo musicale inglese di rock progressivo Yes.
Si tratta di uno dei brani più noti del gruppo, ed è il primo in cui compare Steve Howe alla chitarra. È anche il primo pezzo in cui la band si cimenta nella sperimentazione di canzoni di durata maggiore, che superano i 4-5 minuti, cosa che caratterizzerà in seguito numerosi brani della band. Alla composizione partecipano tutti i membri del gruppo, e ne risulta, insieme ad altre due tracce dell'album, Starship Trooper e Perpetual Change, uno dei primi esempi di brani complessi e ricercati, in cui si delinea l'abilità degli Yes alla rielaborazione e alle figure ripetitive che si collocano in un insieme coeso.
La composizione della canzone ha avuto importanti contributi da tutti i membri della band. Dopo il riff iniziale, ispirato dalla serie televisiva Bonanza, entra in scena la chitarra di Howe con i primi suoni sincopati e distorti, seguita da un potente duetto tra le tastiere di Tony Kaye e il basso ululante di Chris Squire, e da un a cappella di Jon Anderson. Da qui in avanti, tutti i membri fondono i suoni insieme mentre il brano cresce di complessità fino all'esplosione delle sonorità.
Il testo della canzone fa riferimento, come confermato dallo stesso Anderson, alla guerra del Vietnam e a chi si è trovato a combatterla. Composta agli inizi degli anni settanta, nel pieno del conflitto bellico, pone a confronto il militare in trincea ed il frequentatore del Caesars Palace di Las Vegas, evocando l'ingiustizia della guerra e l'insensibilità delle masse:
(da: Yours is no disgrace)